# Carlo Alberto Quilico
Carlo Alberto Giuseppe Andrea Quilico (Ivrea, 27 novembre 1870 – Roma, 24 aprile 1958) è stato un politico italiano.

## Opere
- L' agricoltura canavesana ed alcuni problemi che la interessano : Relazioni. Ivrea : Tipografia Ditta F. Viassone, 1913
- Commemorazione del socio accademico ordinario prof. dott. Giulio Fenoglio : adunanza del 29 marzo 1941.